# 黎太宗
黎太宗（れいたいそう、レ・タイトン、ベトナム語: Lê Thái Tông）は、後黎朝大越の第2代皇帝（在位：1434年 - 1443年）。名は黎 元龍（れい げんりゅう、ベトナム語: Lê Nguyên Long）または黎 麟（れい りん、ベトナム語: Lê Lân）。

## 生涯
太祖黎利の次男。父帝が崩御すると即位し、紹平と改元した。朝政は全て黎察の補弼により裁決されたが、見識がなかった黎察には不法行為が多く、忠臣を多く殺害した。成長した太宗は親政を開始したが、輔政に人材を得ないまま、間もなく酒色にふけるようになった。
大宝3年（1442年）7月に至霊県で閲兵したとき、当地で隠居していた元宰相の阮廌から端女の阮氏路を召し上げて寵愛した。嘉定県に至ったところ、太宗は突然崩御した。朝廷は阮氏路が太宗を弑逆したものとして、阮廌を逮捕し、その一族を処刑した。

## 関連作品
映画
- ソード・オブ・アサシン（2012年、ベトナム）